# VK Iskra Luhansk
VK Iskra Luhansk (ukrainska: Жіночий волейбольний клуб «Іскра-ЛОШВСМ-ЛОВУФК» (Луганськ)) är en volleybollklubb (damer) från Luhansk, Ukraina. 
Klubben grundades 1969 och blev snabbt framgångsrik. De blev mästare i Sovjetunionen fem gånger (1973, 1974, 1975, 1977 och 1978). De vann också sovjetska cupen en gång (1980). Dessutom vann de under samma era cupvinnarecupen 1977. Efter Ukrainas självständighet var klubben initialt dominerande. De vann ukrainska mästerskapet sex gånger (1992, 1994, 1995, 1996, 1997 och 1999) och lagets spelare utgjorde grunden för Ukrainas damlandslag i volleyboll. De hamnade dock i ekonomiska svårigheter och klubben lades ner 1999. Den återskapades 2000, men har inte nått upp till sina tidigare framgångar sedan dess.